# 角直徑
角直徑是以角度做測量單位時，從一個特定的位置上觀察一個物體所得到的「視直徑」。視直徑只是被觀測的物體在垂直觀測者視線方向中心的平面上產生的透視投影的直徑。由於它是在觀測者的角度下按比例的縮影，因此與物體真實的直徑會有所不同。但對一個在遙遠距離上的盤狀天體，視直徑和實直徑是相同的。 

## 形式

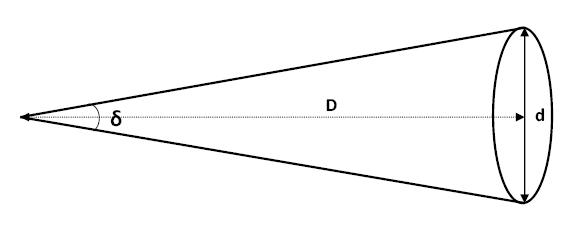
角直徑的公式

一個物體的角直徑可以利用下面的公式計算
{\displaystyle \delta =2\arctan \left({\frac {1}{2}}\,d/D\right),}
此處的{\displaystyle \delta }是角直徑，{\displaystyle d}和{\displaystyle D}分別是以相同單位顯示的視直徑和物體的距離。當{\displaystyle D}遠較{\displaystyle d}大許多時，{\displaystyle \delta }可以簡化成{\displaystyle \delta =d/D}的形式，此處的結果是以徑度量為單位。
對一個球形的物體，它在各方向的直徑{\displaystyle d_{\mathrm {act} }}都一樣，角直徑可以利用下式來發現：
{\displaystyle \delta =2\arcsin \left({\frac {1}{2}}\,d_{\mathrm {act} }/D\right);}
在實務應用上，{\displaystyle d}和{\displaystyle d_{\mathrm {act} }}的分別只是這個球形天體和地球在相對距離上的不同。

## 在天文學上的應用
在天文學上，天空中物體的大小通常都是根據從地球上觀測所見到的角直徑來描述，而很少用到真實的直徑。
在1秒差距的距離上，地球環繞太陽公轉軌道的視直徑是2"（2弧秒）。
在1光年的距離上，太陽的視直徑是0.03"，而地球的視直徑是0.0003"。
太陽的0.03"相當於在地球直徑的距離上看到的一個人的大小 （页面存档备份，存于）。
這個表顯示從地球上看見的一些天體的角直徑：
| 太陽             | 31.6' – 32.7' |
| 月球             | 29.3′ – 34.1' |
| 金星             | 10″ – 66″     |
| 木星             | 30″ – 49″     |
| 土星             | 15″ – 20″     |
| 火星             | 4″ – 25″      |
| 水星             | 5″ – 13″      |
| 天王星           | 3″ – 4″       |
| 海王星           | 2″            |
| 穀神星（矮行星） | 0.8″          |
| 冥王星（矮行星） | 0.1″          |
| 鬩神星（矮行星） | 40 mas        |

- 參宿四: 0.049″ – 0.060″
- 南門二 A: ca. 0.007″
- 天狼星: ca. 0.007″

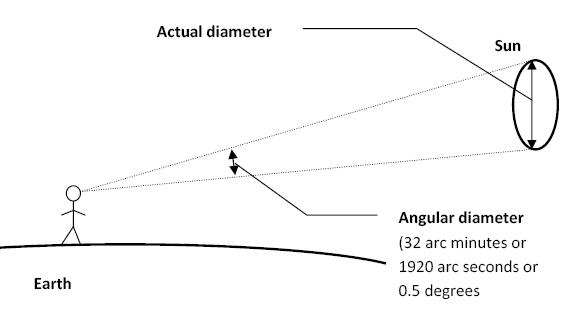
角直徑：從地球看太陽的視大小相當於一個足球，但從冥王星（矮行星）它的大小將如同一個網球。.

從上面的表可以很清楚的看出太陽的視直徑，從地球看大約是32'，也就是1920"，或簡單說是0.53度。這兒的圖片給了最好的解釋。
這意味著太陽的角直徑是天狼星的250,000倍（天狼星的實直徑是太陽的兩倍，但距離是太陽的500,000倍；太陽的視亮度是天狼星的10,000,000,000倍，相當於角直徑的比值是100,000倍，所以天狼星每單位立體角的亮度大約是太陽的6倍）。
太陽的視直徑是南門二A的250,000倍（南門二A的實直徑與太陽相同，但距離是太陽的250,000倍。太陽的視亮度是南門二A的40,000,000,000倍，相當於角直徑的比值是200,000倍，因此南門二A的立體角亮度比太陽稍亮些）。
太陽的視直徑與月球相近（太陽的實直徑和距離都約是月球的400倍；太陽的亮度是滿月的200,000-500,000倍，相當於角直徑的比值在450-700倍，因此一個與太陽有相同立體角亮度的天體，角直徑在2.5-4"就有著與滿月相同的亮度）。
即使冥王星實際的大小比榖神星大，但從地球上觀察，實際上是使用哈伯太空望遠鏡，榖神星的視直徑明顯的比冥王星大。
當測量天空中大片的區域時，使用度為單位顯然極為實用（以獵戶座為例，腰帶上三顆星涵蓋的角度是3度）。當談論到星系、星雲或夜空中其它的天體時，我們需要一些更細小的單位。
因此度可以細分如下：
- 一個圓周是360 度 (º)
- 每度可以分為60弧分 (′)
- 每弧分可以分為60弧秒 (")

使用這樣的觀點，從地球觀看的滿月大約是0.5度，相當於30弧分，或是1,800弧秒。月球在天空中的運動也可以用角度來表示，大約是每小時15度，或是每秒鐘15弧秒；在月球表面上1英里長的直線看起大約是1弧秒長。

## 非圓物體
許多深空天體，像是星系和星雲都不是圓形的，因此在測量上會有兩個直徑：長徑和短徑。例如，小麥哲倫雲的視直徑是5° 20′ 0″×3° 5′ 0″。

## 外部連結
- Small-Angle Formula
- Visual Aid to the Apparent Size of the Planets （页面存档备份，存于）